# میدان گازی نخجوان
میدان گازی نخجوان (به لاتین: Nakhchivan field) یک میدان گازی و میدان نفتی فراساحلی در جمهوری آذربایجان که در دریای خزر واقع شده است. این میدان در ۹۰ کیلومتر (۵۶ مایل) جنوب شهر باکو، در ژرفای ۴۰۰ تا ۶۰۰ متر (۱۳۰۰ تا ۲۰۰۰ فوت) واقع شده است.
میدان گازی نخجوان در سال ۱۹۶۰ میلادی کشف شد. بر اساس برآوردهای اولیه دولت، میدان نخجوان ممکن است تا ۳۰۰ میلیارد متر مکعب گاز طبیعی و ۴۰ میلیون تن میعانات گازی طبیعی داشته باشد.